# کایل ویلسون (بازیکن فوتبال انگلیسی)
کایل ویلسون (انگلیسی: Kyle Wilson؛ زادهٔ ۱۴ نوامبر ۱۹۸۵) بازیکن فوتبال اهل بریتانیا است.
از باشگاه‌هایی که در آن بازی کرده‌است می‌توان به باشگاه فوتبال نانت‌ویچ، باشگاه فوتبال بارو، باشگاه فوتبال آلترینچام، باشگاه فوتبال کرو آلکساندرا، باشگاه فوتبال چستر، باشگاه فوتبال هاید، باشگاه فوتبال یونایتد آف منچستر، باشگاه فوتبال ویتون آلبیون، باشگاه فوتبال مکلسفیلد تاون، و باشگاه فوتبال درویلزدن اشاره کرد.